# Hålmossens naturreservat
Hålmossens naturreservat är ett naturreservat i  Vadstena kommun i Östergötlands län.
Området är naturskyddat sedan 2019 och är 15 hektar stort. Reservatet ligger på Ombergs östra sluttning och består av granskog, kalkkärr och kalkfuktängar. 